# 大島新
大島 新（おおしま あらた、1969年（昭和44年）9月13日 - ）は、日本のドキュメンタリー映画監督、プロデューサー、テレビディレクター。
父は映画監督の大島渚。母は女優の小山明子。兄は経営学者の大島武。既婚。

## 人物・経歴
神奈川県藤沢市生まれ。藤沢市立鵠沼中学校、神奈川県立湘南高等学校卒業。2浪の末、早稲田大学第一文学部に入学。探検部に入部。アルバイトで旅費を稼ぎながら、アフリカなどを旅した。1年生のときに留年。
卒業後、1995年フジテレビ入社。1996年初め、大学時代の同級生と結婚。その2週間後の同年2月、父の大島渚が渡航先のロンドンのヒースロー空港で脳出血を起こす。看病中に母親がうつ病となり、たびたび家を飛び出すなど、深刻な状況に見舞われる中、「ザ・ノンフィクション」に提出した企画が採用される。初のディレクター作品『先生は銀メダリスト』を手がける。大学時代の恩師で、レスリングの五輪メダリストの太田章が引退を撤回してアトランタ五輪に挑戦するさまを追った。『NONFIX』『ザ・ノンフィクション』などドキュメンタリー番組のディレクターを務める。
1999年、次第に社内でドキュメンタリー番組を作ることが難しくなり退社、フリーに。MBS『情熱大陸』、NHK『課外授業 ようこそ先輩』などを演出。2007年、ドキュメンタリー映画『シアトリカル 唐十郎と劇団唐組の記録』を監督。同作は第17回日本映画批評家大賞ドキュメンタリー作品賞を受賞した。2009年、映像製作会社ネツゲンを設立。2016年、映画『園子温という生きもの』を監督。
2020年6月、衆議院議員の小川淳也を追ったドキュメンタリー映画『なぜ君は総理大臣になれないのか』が公開される。同作品は第94回キネマ旬報ベスト・テンで文化映画ベスト・ワンを受賞した。
2021年6月下旬から『香川1区』の本格的な撮影を開始。同年10月に衆議院が解散。香川県第1区から出馬した小川、平井、日本維新の会公認の町川順子ら3人の候補者を追いかけた。続編にあたるドキュメンタリー映画『香川1区』は同年12月24日に公開された。
2023年9月16日、安倍晋三元首相の国葬の日の人々の姿を記録したドキュメンタリー映画『国葬の日』が公開された。
2024年4月より兄の大島武が学部長を務める東京工芸大学芸術学部で教授を務める。

## ドキュメンタリー映画

### 監督作品
- シアトリカル 唐十郎と劇団唐組の記録（2007年）
- 園子温という生きもの（2016年）
- なぜ君は総理大臣になれないのか（2020年）
- 香川1区（2021年）[11][12]
- 国葬の日 (2023年）

### プロデュース作品
- カレーライスを一から作る（2016年）
- ラーメンヘッズ（2017年）
- ぼけますから、よろしくお願いします。（2018年）
- ムヒカ 世界でいちばん貧しい大統領から日本人へ（2020年）[13]
- 私のはなし 部落のはなし（2022年）
- ぼけますから、よろしくお願いします。〜おかえり お母さん〜（2022年）
- 劇場版 センキョナンデス（2023年）
- シン・ちむどんどん（2023年）
- NO 選挙，NO LIFE（2023年）
- うんこと死体の復権（2024年）

## テレビドキュメンタリー
- NONFIX（フジテレビ）
- ザ・ノンフィクション（フジテレビ）
- 情熱大陸（MBS）
- 課外授業ようこそ先輩（NHK）

そのほか多数

## 著書
- 大島武、大島新『君たちはなぜ、怒らないのか―父・大島渚と50の言葉』日本経済新聞出版社、2014年5月22日。ISBN 978-4532169282。
- 大島新『ドキュメンタリーの舞台裏』文芸春秋、2022年11月29日。ISBN 978-4163916293。

## 出演

### ネット番組
- ポリタスTV（YouTube、2022年1月5日）